# Loflazépate d'éthyle
Le loflazépate d'éthyle est un médicament de la famille des benzodiazépines commercialisé sous le nom de Victan.
Comme toutes les molécules de cette famille, il possède des propriétés anxiolytiques, hypnotiques, anticonvulsivantes, et myorelaxantes, mais le loflazépate d'éthyle est d'abord utilisé comme anxiolytique afin de lutter contre celle-ci quand elle s'accompagne de troubles gênants (crises de paniques par exemple). Son mécanisme d'action est similaire à celui des benzodiazépines.
D'autre part, le loflazépate d'éthyle est un promédicament, c'est-à-dire qu'il est inactif sous sa forme médicamenteuse, et on doit ses effets à ses 3 métabolites actifs : le descarbéthoxyloflazépate (le plus puissant), le loflazépate et le 3-hydroxydescarbéthoxyloflazépate.
Le pic plasmatique du loflazépate d'éthyle est assez long du fait de ses métabolites. Sa demi-vie est également longue, entre 50 et 100 heures. Cela fait du loflazépate d'éthyle, comme les autres benzodiazépines à demi-vie longue, une benzodiazépine adaptée au sevrage des benzodiazépines.

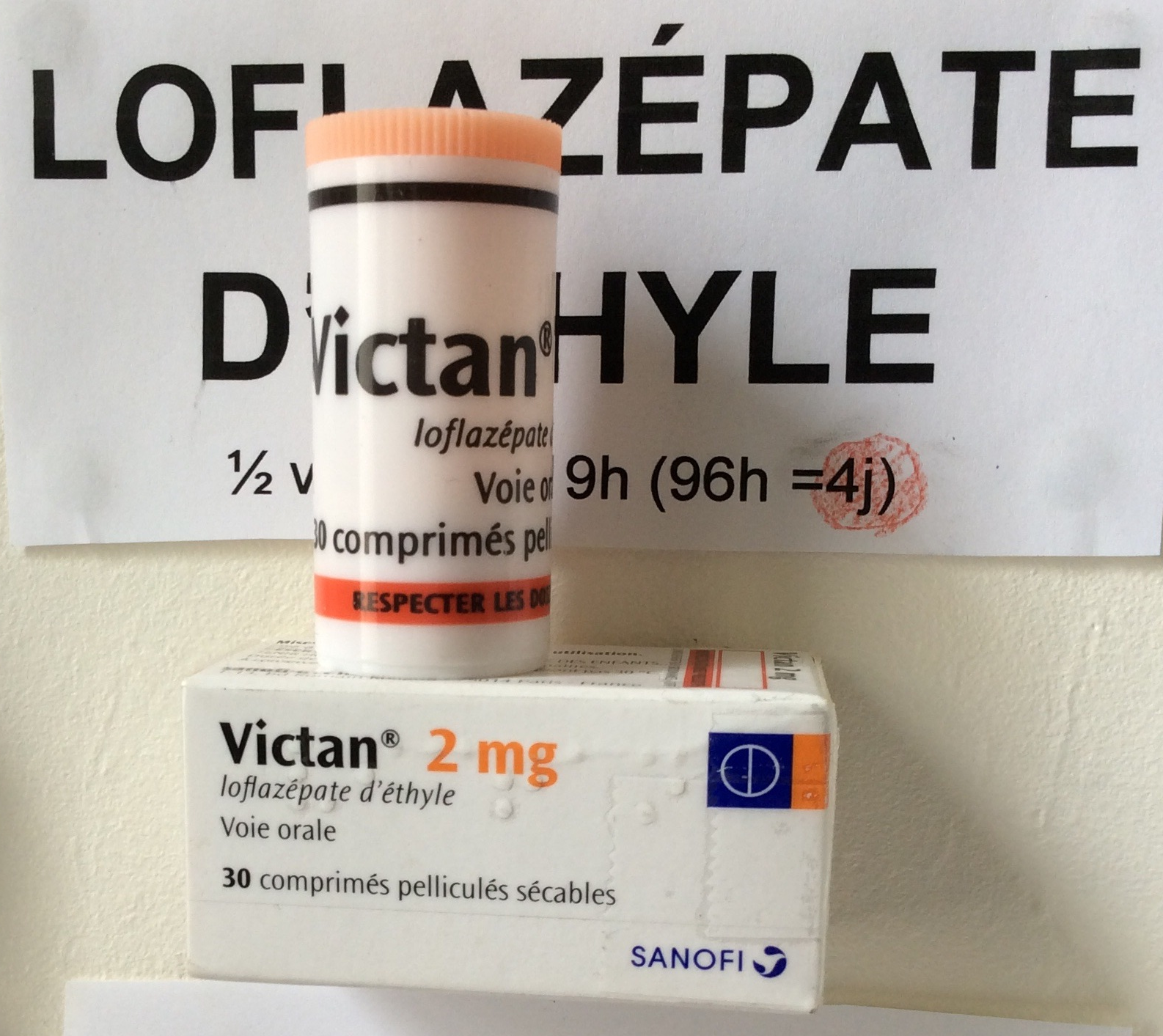
Boite de loflazépate d'éthyle